# Euluperus cyaneus
Euluperus cyaneus là một loài bọ cánh cứng trong họ Chrysomelidae. Loài này được Joannis miêu tả khoa học năm 1866.